# Tycheró
Tycheró, en grec moderne : Τυχερό, est une petite ville et un ancien dème du district régional de l'Évros, en Macédoine-Orientale-et-Thrace, en Grèce. Depuis 2010, dans le cadre du programme Kallikratis, Tycheró fait partie du dème de Souflí.
Selon le recensement de 2021, l'ancien dème devenu district municipal compte 2 647 habitants, tandis que le village compte 1 483 habitants.